# Ilma (Schiff)
Die Ilma ist eine Kreuzfahrtschiff-Yacht von The Ritz-Carlton Yacht Collection, einer Marke der Hotelkette Ritz-Carlton. Sie ist ein Schwesterschiff der 2022 in Dienst gestellten Evrima und das zweite Schiff der Marke.

## Geschichte
Im März 2022 gab die Werft Chantiers de l’Atlantique bekannt, für The Ritz-Carlton Yacht Collection zwei Kreuzfahrt-Yachten zu bauen, die Ilma und Luminara heißen würden. Die Kiellegung der Ilma fand dort im März 2023 statt. Ende September 2023 erfolgte das Aufschwimmen nach dem Verlassen der Werfthalle. Das Schiff wurde am 12. Juli 2024 von der Reederei übernommen. Die Überführung ins Mittelmeer folgte im August, bevor die Ilma am 2. September von Monte Carlo aus auf Jungfernfahrt ging. Nach einer Atlantiküberquerung im November 2024 wird das Schiff im Winter 2024/2025 in der Karibik eingesetzt, am 12. Dezember wurde die Ilma in Fort Lauderdale getauft. Für die Sommersaison 2025 ist ein Einsatz in Nordeuropa und der Ostsee vorgesehen.

## Technik und Ausstattung
Die Ilma ist mit 242 Metern etwa 50 Meter länger als die Evrima, mit 29,1 Metern etwa fünfeinhalb Meter breiter und hat eine Vermessung von 47.435 BRZ. Die maximale Kapazität beträgt etwa 450 Passagiere bei etwa 350 Besatzungsmitgliedern.
Das Schiff kann mit Flüssigerdgas (LNG) betrieben werden und verfügt hierbei über vier Dual-Fuel-Motoren.
Das Schiff verfügt auf acht Passagierdecks über sechs Restaurants, zwei Swimmingpools, eine Aussichtsterrasse in Bugrichtung, einen Spa- und Wellnessbereich und eine „Marina“ am Heck.